# Veysonnaz
Veysonnaz (/vezɔna/  ou /vezɔn/) est une commune suisse du canton du Valais située dans le district de Sion.
La commune fait partie du domaine skiable des 4 Vallées avec La Tzoumaz, Nendaz, Thyon et Verbier.

## Géographie
Veysonnaz se situe sur un plateau élevé de la rive gauche du Rhône, à 1 235 m d'altitude et 8 km au sud-ouest de la gare de Sion.
La commune est divisée en deux parties : le village et la station. La partie station comporte surtout des logements pour les touristes et des restaurants ou des hôtels.[réf. nécessaire]
Le territoire de Veysonnaz s'étend sur 1,1 km2. Lors du relevé de 2013-2018, les surfaces d'habitations et d'infrastructures représentaient 35,1 % de sa superficie, les surfaces agricoles 26,3 % et les surfaces boisées 41,2 %.

## Toponymie
Le nom de la commune, qui se prononce /vezɔna/  ou /vezɔn/ et s'orthographiait également Veisonnaz, désigne très probablement un nom de rivière, avec la base hydronomique indoeuropéenne *ueis-/*uis- et le suffixe celtique -ŏna, -ŏnna.
Sa première occurrence écrite est antérieure à 1200, sous la forme de Veisona.

## Histoire
Veysonnaz a été le théâtre de l'affaire Luca, le 7 février 2002, où ses parents tenaient un restaurant : « La Tanière ».
En 2020, la population de Veysonnaz accepte de lancer une procédure de fusion, la commune de Sion étant préférée à Nendaz à 55 %. Le président de Veysonnaz Patrick Lathion déclare alors que la fusion est une nécessité, les moyens de la commune étant devenus trop faibles pour rester indépendante. Le projet crée de nombreuses tensions au sein de la commune. La fusion est 
finalement refusée par la population sédunoise à 62 % de non, alors que les Berloucas l'ont acceptée à 55 %.

## Politique

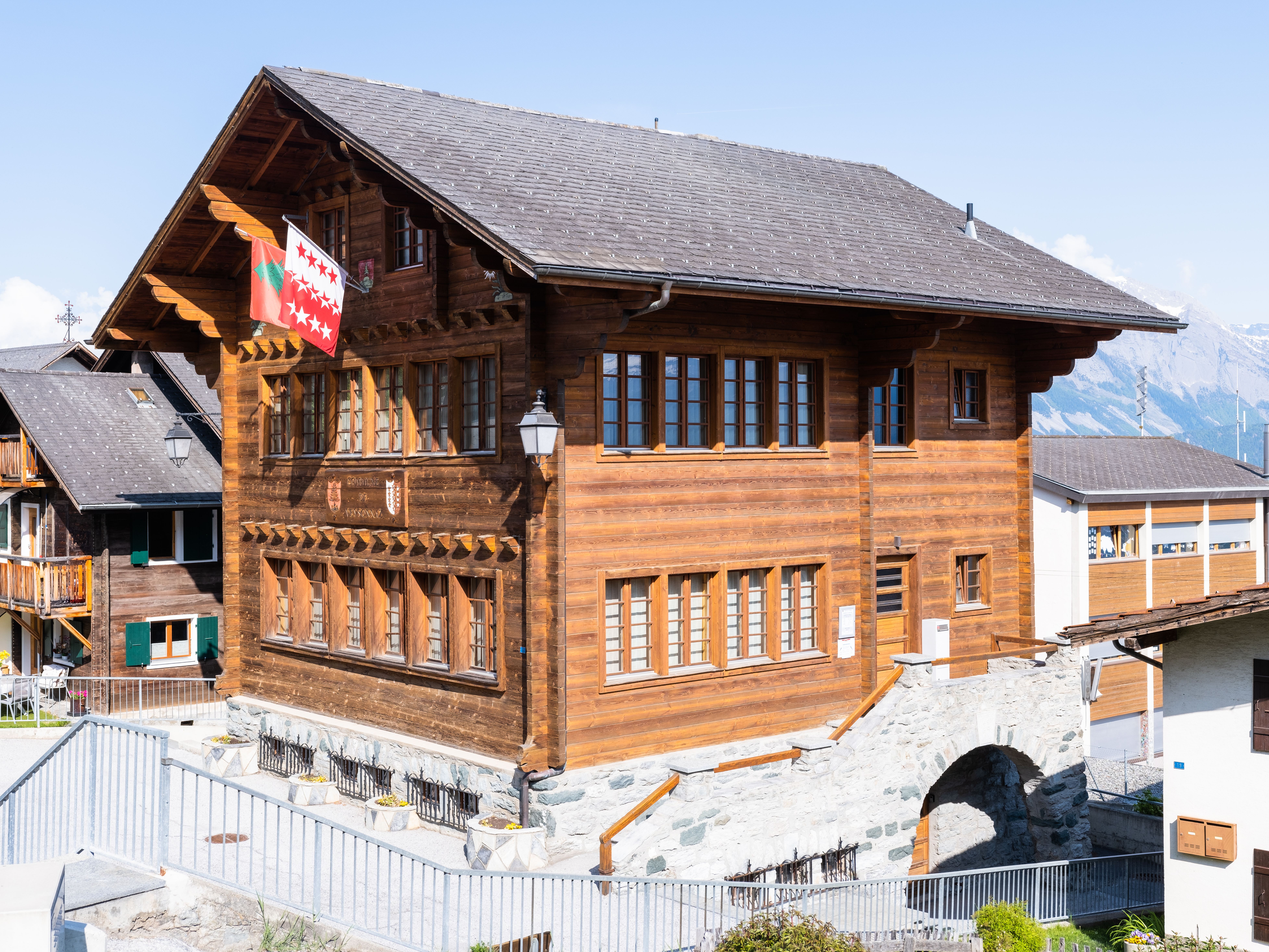
Le bâtiment de l'administration communale de Veysonnaz.

La commune est un des fiefs valaisans du PDC.
Lors des élections fédérales de 2015, 66,5 % des électeurs de la commune votent pour le PDC ce qui représentait alors le meilleur score du parti en Suisse romande. Lors des élections fédérales de 2023, ce taux chute à 30,4 %, les autres partis institutionnels obtenant un meilleur score (PS 25,2 %, UDC 15,7 % et Les Verts 14,4 %).
Les élections communales (exécutif) sont tacites dans la commune de 2008 à 2024, et de pure forme à partir de 1972 (une seule liste validée dans les urnes).
Lors des élections communales de 2020 pour la municipalité, la liste unique « Veysonnaz ensemble », comprend 4 PDC et 1 PCS.

## Population et société

### Gentilé et surnom
Les habitants de la commune se nomment les Veysonnards,.
Ils sont surnommés les Berloucas, soit ceux qui battent la breloque en patois valaisan.

### Démographie

#### Évolution de la population
La commune compte 621 habitants au 31 décembre 2023 pour une densité de population de 565 hab/km2. Sur la période 2010-2023, sa population a augmenté de 9,5 % (canton : 17,0 % ; Suisse : 9,4 %).  

#### Pyramide des âges
En 2023, le taux de personnes de moins de 30 ans s'élève à 29,3 %, au-dessous de la valeur cantonale (31 %). Le taux de personnes de plus de 60 ans est quant à lui de 30,1 %, alors qu'il est de 27,5 % au niveau cantonal.
La même année, la commune compte 308 hommes pour 313 femmes, soit un taux de 49,6 % d'hommes, inférieur à celui du canton (49,9 %).
| Hommes | Classe d’âge | Femmes |
| ------ | ------------ | ------ |
| 0,6    | 90 ans ou +  | 2,9    |
| 8,4    | 75 à 89 ans  | 9,3    |
| 20,8   | 60 à 74 ans  | 18,2   |
| 22,1   | 45 à 59 ans  | 19,8   |
| 18,8   | 30 à 44 ans  | 20,4   |
| 13,3   | 15 à 29 ans  | 16,3   |
| 15,9   | - de 14 ans  | 13,1   |

| Hommes | Classe d’âge | Femmes |
| ------ | ------------ | ------ |
| 0,6    | 90 ans ou +  | 1,3    |
| 8,0    | 75 à 89 ans  | 10,1   |
| 17,1   | 60 à 74 ans  | 17,9   |
| 21,0   | 45 à 59 ans  | 20,7   |
| 21,3   | 30 à 44 ans  | 20,1   |
| 17,3   | 15 à 29 ans  | 16,0   |
| 14,7   | - de 14 ans  | 14,0   |

## Tourisme
Le village de Veysonnaz est une station de sports d'hiver et d'été faisant partie du domaine des 4 Vallées. Son domaine skiable comprend en particulier la piste de l'Ours qui a accueilli à plusieurs reprises de grandes compétitions comme la coupe du monde de ski alpin.

## Culture et patrimoine

### Personnalité liée à la commune
- Henri Fragnière (1915-1998) de Veysonnaz, fut  membre du Tribunal cantonal du Valais puis du Tribunal fédéral suisse
- L'ancien président du Conseil des États Jean-René Fournier est originaire de Veysonnaz
- Le journaliste, présentateur de l'émission Passe-moi les jumelles sur la Radio télévision suisse Mathieu Fournier vient de Veysonnaz
- Jean-Pierre Fragnière (1944-2021), professeur de politique sociale suisse

### Héraldique
| Blason | Blasonnement : « De gueules au sapin de sinople, fûté au naturel, mouvant d'un mont à trois coupeaux du second. » |

### Fonds d'archives
- Fonds : Veysonnaz, Commune (1317-1986) [1,24 mètre].  Cote : CH AEV, AC Veysonnaz. Sion : Archives de l'État du Valais (présentation en ligne).